# Luktnerv
Luktnerven (latin: nervus olfactorius) är den första kranialnerven (kranialnerv I).
Luktnerven består av ett 20-tal små nervtrådar vilka projicerar från luktslemhinnans luktceller i näshålans tak till luktloben (lat. bulbus olfactorius) i kraniumhålan. Luktloben för därefter vidare luktintrycken till hjärnan. Resan från näshåla till kraniumhåla för luktnerven genom silbensplattan (lat. lamina cribrosa) i den främre skallgropen. Luktnerven förmedlar luktsinnet och är således sensorisk.

Anosmi, total förlust av luktsinnet, kan ses exempelvis vid huvudtrauma där luktnervens nervtrådar i silbensplattan kapas av. 

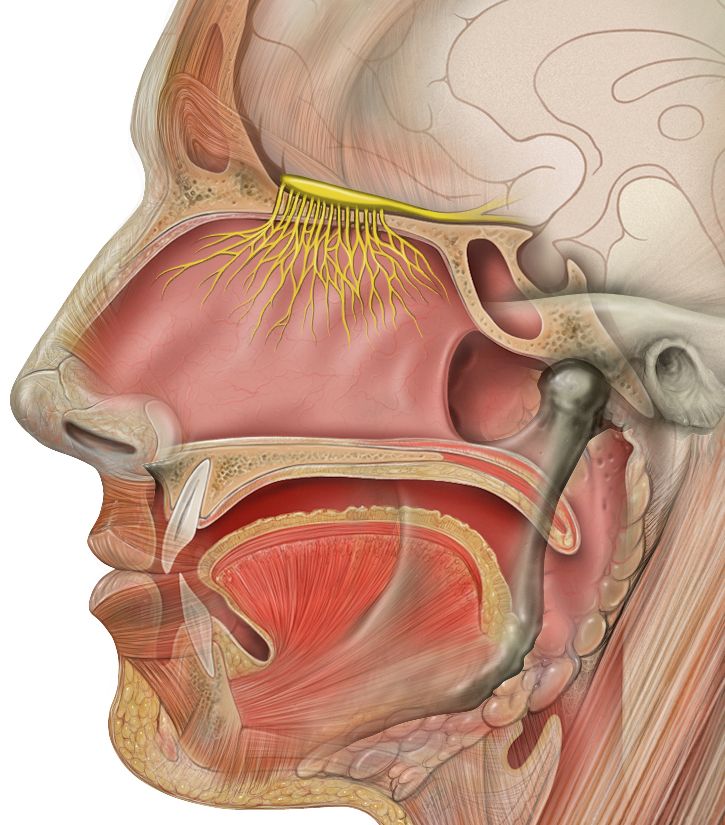
Luktnervens läge (gult)